# Alternative Airplay
Alternative Songs (còn được gọi là Alternative hay biết đến trước đây là Modern Rock Tracks và Hot Modern Rock Tracks) là một bảng xếp hạng âm nhạc ở Hoa Kỳ xuất hiện trên tạp chí Billboard từ ngày 10 tháng 9 năm 1988. Nó liệt kê 40 bài hát được chơi nhiều nhất trên các đài phát thanh modern rock, phần lớn trong đó là những ca khúc alternative rock. Bảng xếp hạng được giới thiệu là bạn đồng hành cùng Mainstream Rock Tracks và sự sáng tạo của nó được thúc đẩy bởi sự bùng nổ của nhạc alternative trên đài phát thanh Mỹ cuối thập niên 1980.
Bảng xếp hạng chỉ dựa trên airplay của radio. Tính đến năm 2012, khoảng 80 đài phát thanh được theo dõi bằng điện tử 24 giờ mỗi ngày, bảy ngày mỗi tuần bởi Nielsen Broadcast Data Systems. Các bài hát được xếp hạng theo phép tính toán tổng số spin mỗi tuần với "ấn tượng của khán giả", dựa trên thời gian chính xác của airplay và hệ thống người nghe Arbitron của mỗi đài.
Trong vài năm đầu của bảng xếp hạng, nó thường phát những bài hát không nhận được airplay thương mại ở bất cứ đâu mà chỉ trên một vài đài phát thanh rock hiện đại, bao gồm cả những nghệ sĩ electronic và post-punk. Dần dần khi alternative rock trở nên "chính thống" hơn (đặc biệt là trào lưu bùng nổ của nhạc grunge đầu thập niên 1990), hai bảng xếp hạng Modern Rock Tracks và Mainstream Rock Tracks bắt đầu phát nhiều bài giống nhau hơn. Ngày nay, Alternative chart ưa chuộng các ban nhạc alternative rock, indie rock và punk rock hơn, trong khi Mainstream Rock chart lại thiên về hard rock, post-grunge và heavy metal hơn.
Bảng xếp hạng đổi tên thành Alternative Songs bắt đầu từ ngày 20 tháng 6 năm 2009 sau khi Billboard thâu tóm hoàn toàn Radio & Records, chủ sở hữu bảng xếp hạng tương tự được gọi là "Alternative" thay vì "Modern rock".

## Thành tích xếp hạng
- Nghệ sĩ có nhiều ca khúc quán quân nhất:[3]

Red Hot Chili Peppers (13)
Linkin Park (11)
Foo Fighters (10)
Green Day (10)
U2 (8)
Cage the Elephant (7)
- Nghệ sĩ có nhiều tuần trụ hạng tại vị tri quán quân nhất:

Red Hot Chili Peppers (86)
Foo Fighters (82)
Linkin Park (71)
Green Day (51)
Muse (45)
- Nghệ sĩ có nhiều bài hát lọt vào tốp 10 nhất:

Red Hot Chili Peppers (25)
U2 (23)
Foo Fighters (22)
Green Day (22)
Pearl Jam (19)
- Ba bài hát từng ra mắt tại vị trí quán quân:

"What's the Frequency, Kenneth?" của R.E.M. (1994)
"Dani California" của Red Hot Chili Peppers (2006)
"What I've Done" của Linkin Park (2007)
- Các bài hát có nhiều hơn 52 tuần trong bảng xếp hạng:

"Savior" của Rise Against (65 tuần)
"First" của Cold War Kids (64 tuần)
"Do I Wanna Know?" của Arctic Monkeys (58 tuần)
"1901" của Phoenix (57 tuần)
"Uprising" của Muse (53 tuần) – Uprising loại khỏi tốp 10 sau tuần thứ 52, sau đó trở lại tuần 53 và có vị trí thứ 10 vào tuần cuối.
- Các bài hát có 52 tuần trên bảng xếp hạng:

"The Kill" của Thirty Seconds to Mars
"Face Down" của The Red Jumpsuit Apparatus
"Paralyzer" của Finger Eleven
"Feel Good Drag" của Anberlin
"Animal" của Neon Trees
"Trojans" của Atlas Genius
"Radioactive" của Imagine Dragons
"Safe and Sound" của Capital Cities
"Sweater Weather" của The Neighbourhood
"Out of My League" của Fitz and The Tantrums
"Pompeii" của Bastille
"Dangerous" của Big Data và Joywave
"Stolen Dance" của Milky Chance
- 35 bài hát quán quân có 10 tuần hoặc nhiều hơn[5]

19 tuần
"Madness" – Muse (2012–13)
18 tuần
"The Pretender" – Foo Fighters (2007)
17 tuần
"Uprising" – Muse (2009–10)
16 tuần
"Scar Tissue" – Red Hot Chili Peppers (1999)
"It's Been Awhile" – Staind (2001)
"Boulevard of Broken Dreams" – Green Day (2004–05)
15 tuần
"Sex and Candy" – Marcy Playground (1997–98)
"What I've Done" – Linkin Park (2007)
14 tuần
"By the Way" – Red Hot Chili Peppers (2002)
"Dani California" – Red Hot Chili Peppers (2006)
13 tuần
"Otherside" – Red Hot Chili Peppers (2000)
"How You Remind Me" – Nickelback (2001)
"Rope" – Foo Fighters (2011)
"Radioactive" – Imagine Dragons (2013)
12 tuần
"Hemorrhage (In My Hands)" – Fuel (2000–01)
"Numb" – Linkin Park (2003)
"New Divide" – Linkin Park (2009)
"Somebody That I Used to Know" – Gotye và Kimbra (2012)
"Stressed Out" – Twenty One Pilots (2015–16)
11 tuần
"My Own Worst Enemy" – Lit (1999)
"Kryptonite" – 3 Doors Down (2000)
"Pork and Beans" – Weezer (2008)
"You're Gonna Go Far, Kid" – The Offspring (2008)
"Lay Me Down" – The Dirty Heads featuring Rome Ramirez (2010)
"Lonely Boy" – The Black Keys (2011–12)
"Sweater Weather" – The Neighbourhood (2013)
"Fever" – The Black Keys (2014)
"Renegades" – X Ambassadors (2015)
"Heathens" – Twenty One Pilots (2016)
10 tuần
"Wonderwall" – Oasis (1995–96)
"All My Life" – Foo Fighters (2002–03)
"Tighten Up" – The Black Keys (2010–11)
"Come a Little Closer" – Cage the Elephant (2013–14)
"Do I Wanna Know?" – Arctic Monkeys (2014)
"Stolen Dance" – Milky Chance (2014)

## Các kỷ lục
- Bài hát có thời gian lâu nhất để đạt vị trí quán quân là "Out of My League" của Fitz and The Tantrums (33 tuần), kế tiếp là "Animal" của Neon Trees năm 2010 và "Mountain at My Gates" của Foals năm 2016 (đều 32 tuần).[6]
- Mười lăm bài hát phát hành trên hãng thu âm độc lập từng đạt vị trí quán quân: "Come Out and Play" của The Offspring, "What It's Like" của Everlast, "Panic Switch" của Silversun Pickups, "1901" của Phoenix, "Lay Me Down" của The Dirty Heads và Rome Ramirez, "Little Lion Man" của Mumford & Sons, "Ho Hey" của The Lumineers, "I Will Wait" của Mumford & Sons, "Do I Wanna Know?" của Arctic Monkeys, "Hollow Moon (Bad Wolf)" của Awolnation, "The Sound of Winter" của Bush, "First" của Cold War Kids, "Ophelia" của The Lumineers, "Bored to Death" của Blink-182 và "Take It All Back" của Judah & the Lion.[7][8]